# Jean Rousselle
Jean Rousselle, né le 18 avril 1953 à Montréal, est un policier et homme politique québécois. Il est député libéral à l'Assemblée nationale du Québec de la circonscription de Vimont de 2012 à 2022. 

## Biographie
Né le 18 avril 1953 à Montréal, Jean Rousselle est marié à Francine Savage et père d'un garçon.
Avant de se lancer en politique, il est policier pour la ville de Laval de 1976 à 2006. Il étudie à la Faculté de théologie, d'éthique et de philosophie de l'Université de Sherbrooke (campus de Longueuil) en 1999.
Il est chef d'équipe pour les pays donateurs en Haïti et responsable du comité d'accueil et de départ à l'Organisation des Nations unies en 2005 et en 2006.
De 1983 à 2005, il est vice-président finances de la Fraternité des policiers de Laval. Il est ensuite vice-président (1990-1998) et président (1998-2010) de la Caisse d'économie des employés de Laval. Il fonde l'école Mark-Bourque en Haïti en 2006. De 2008 à 2012, il est membre du conseil d'administration du Service bénévole d'entraide Vimont-Auteuil.
Il est le porte-parole de l'opposition officielle en matière d'habitation du 26 septembre 2012 au 5 mars 2014.

### Fonctions parlementaires à la42elégislature
- Membre de la Commission des institutions du 14 septembre 2021 au 28 août 2022
- Membre de la Commission de l’agriculture, des pêcheries, de l’énergie et des ressources naturelles du 15 septembre 2020 au 14 septembre 2021
- Porte-parole de l’opposition officielle en matière d’agriculture du 16 juin 2020 au 18 août 2021
- Porte-parole de l’opposition officielle en matière de sécurité publique du 16 juin 2020 au 28 août 2022
- Vice-président de la délégation de l’Assemblée nationale pour les relations avec la région de la Wallonie du 22 octobre 2019 au 28 août 2022
- Porte-parole de l’opposition officielle en matière d’intégrité des marchés publics du 15 juillet 2019 au 16 juin 2020
- Membre de la  Commission spéciale sur l’exploitation sexuelle des mineurs du 14 juin 2019 au 3 décembre 2020
- Vice-président de la Commission de l’économie et du travail du 4 décembre 2018 au 28 août 2022
- Porte-parole de l’opposition officielle en matière de travail du 22 octobre 2018 au 16 juin 2020
- Porte-parole de l’opposition officielle en matière d’éthique et d’intégrité des marchés publics du 22 octobre 2018 au 15 juillet 2019

### Membre de la Commission spéciale sur l’exploitation sexuelle des mineurs
En juin 2019, l'Assemblée nationale du Québec met en place une commission parlementaire chargée d'étudier les enjeux relatifs aux crimes sexuelles sur des mineurs. Cette commission spéciale s'est construite de manière transpartisane.
Les membres de la commission se chargent d’entendre des témoignages et d’analyser des mémoires déposés. Cette commission fait la lumière sur un fléau qui touche l’ensemble des régions du Québec. En effet, la commission fait la lumière sur les problématiques entourant la demande de services sexuels de mineurs au Québec. Elle donne une liste de recommandations notamment, la sensibilisation, la prévention et la répression des clients pour ne citer que celles-ci.
Le député de Vimont (Parti libéral du Québec), avec la participation d'autres collègues des différents groupes parlementaires (Coalition avenir Québec, Québec solidaire et Parti québécois) qui composent la commission livrent un rapport étoffé sur la question de l'exploitation sexuelle des mineurs. Cette commission spéciale est l'une des seules commissions de la 42e législature du Québec où l'ensemble des élus présents autour de la table travaillent ensemble, sans aucune partisanerie.
La commission permet de mettre sur pied un plan d'action afin de pouvoir être en mesure de mettre en pratique les recommandations et les conclusions du travail qu'elle a accompli. Plusieurs mesures annoncées par le gouvernement du Québec doivent voir le jour d'ici 2026 comme le rapporte le « Plan d’action gouvernemental 2021-2026 en réponse aux recommandations de la Commission spéciale sur l’exploitation sexuelle des mineurs ».

## Résultats électoraux
|                                                                                               | Nom                      | Parti               | Nombre de voix | %      | Maj. |
| --------------------------------------------------------------------------------------------- | ------------------------ | ------------------- | -------------- | ------ | ---- |
|                                                                                               | Jean Rousselle (sortant) | Libéral             | 11 474         | 36,7 % | 567  |
|                                                                                               | Michel Reeves            | Coalition avenir    | 10 907         | 34,9 % | -    |
|                                                                                               | Sylvie Moreau            | Parti québécois     | 3 875          | 12,4 % | -    |
|                                                                                               | Caroline Trottier-Gascon | Québec solidaire    | 3 602          | 11,5 % | -    |
|                                                                                               | Mélanie Messier          | Vert                | 652            | 2,1 %  | -    |
|                                                                                               | Rachel Landerman         | Conservateur        | 291            | 0,9 %  | -    |
|                                                                                               | Andriana Kocini          | NPD Québec          | 230            | 0,7 %  | -    |
|                                                                                               | Rachel Demers            | Citoyens au pouvoir | 131            | 0,4 %  | -    |
|                                                                                               | Jean-Marc Boyer          | Indépendant         | 115            | 0,4 %  | -    |
| Total                                                                                         | Total                    | Total               | 31 277         | 100 %  |      |
| Le taux de participation lors de l'élection était de 69,1 % et 467 bulletins ont été rejetés. |                          |                     |                |        |      |

|                                                                                               | Nom                      | Parti            | Nombre de voix | %      | Maj.  |
| --------------------------------------------------------------------------------------------- | ------------------------ | ---------------- | -------------- | ------ | ----- |
|                                                                                               | Jean Rousselle (sortant) | Libéral          | 17 584         | 50,5 % | 9 424 |
|                                                                                               | Jean Poirier             | Parti québécois  | 8 160          | 23,4 % | -     |
|                                                                                               | Joseph Dydzak            | Coalition avenir | 6 632          | 19 %   | -     |
|                                                                                               | Janina Moran             | Québec solidaire | 1 676          | 4,8 %  | -     |
|                                                                                               | Andréanne Demers         | Vert             | 372            | 1,1 %  | -     |
|                                                                                               | Étienne Boily            | Option nationale | 192            | 0,6 %  | -     |
|                                                                                               | Jean-Marc Boyer          | Indépendant      | 117            | 0,3 %  | -     |
|                                                                                               | Alain Robert             | Conservateur     | 104            | 0,3 %  | -     |
| Total                                                                                         | Total                    | Total            | 34 837         | 100 %  |       |
| Le taux de participation lors de l'élection était de 78,5 % et 445 bulletins ont été rejetés. |                          |                  |                |        |       |

|                                                                                               | Nom                | Parti            | Nombre de voix | %      | Maj.  |
| --------------------------------------------------------------------------------------------- | ------------------ | ---------------- | -------------- | ------ | ----- |
|                                                                                               | Jean Rousselle     | Libéral          | 12 973         | 37,5 % | 2 409 |
|                                                                                               | Linda Tousignant   | Parti québécois  | 10 564         | 30,5 % | -     |
|                                                                                               | Christopher Skeete | Coalition avenir | 8 544          | 24,7 % | -     |
|                                                                                               | David Lanneville   | Québec solidaire | 1 373          | 4 %    | -     |
|                                                                                               | Catherine Houbart  | Option nationale | 688            | 2 %    | -     |
|                                                                                               | Jean-Marc Boyer    | Indépendant      | 253            | 0,7 %  | -     |
|                                                                                               | Alain Robert       | Conservateur     | 219            | 0,6 %  | -     |
| Total                                                                                         | Total              | Total            | 34 614         | 100 %  |       |
| Le taux de participation lors de l'élection était de 79,3 % et 393 bulletins ont été rejetés. |                    |                  |                |        |       |